# Sol Plaatje

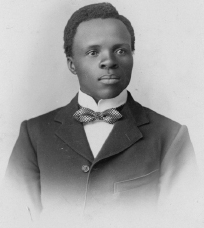
Sol Plaatje ca. 1900

Solomon Tshekisho Plaatje (Boshof (Oranje Vrijstaat), 9 oktober 1876 – Johannesburg, 19 juni 1932) was een veeltalige Zuid-Afrikaanse journalist, schrijver en politicus. 
Sol Plaatje was een eersterangs taalkenner, naast zijn moedertaal Tswana, de hoofdtaal van Botswana sprak hij ook Engels,  Nederlands, Afrikaans, Frans, Duits, Sotho, Zoeloe en Xhosa. Hij vertaalde een aantal werken van zwarte schrijvers in Europese talen, en Engelse werken, met name die van William Shakespeare, in Tswana.
Tijdens de Tweede Anglo-Boerenoorlog van 1899 tot 1902 werkte hij als oorlogsjournalist en later als de uitgever van de kranten Koranta ea Becoana ("Krant in het Tswana", 1901-1908) en Tsala ea Batho ("Volksvriend", sinds 1912). 
Hij richtte samen met anderen in 1912 het African National Congress (ANC) op, en diende als secretaris-generaal van de organisatie. Hij reisde als activist van de burgerrechtenbeweging verscheidene keren naar Canada (1920), de Verenigde Staten (1921) en Europa. Op 19 juni 1932 is hij in Johannesburg overleden.
De gemeente Sol Plaatje in de provincie Noord-Kaap en de Sol Plaatje University in Kimberley zijn naar hem vernoemd.

## Werken
- Mhudi, een historische roman (1913)
- Native Life in South Africa (1916)
- Sechuana Proverbs and Their European Equivalents (1916)
- Sechuana Phonetic Reader (1916)
- Bantu Folk-Tales and Poems
- John L. Comaroff (ed.) The Boer War diary of Sol T. Plaatje: an African at Mafeking, Macmillan, 1973. ISBN 978-0-86954-002-2.  John Comaroff, Brian Willan (eds): The Mafeking Diary of Sol Plaatje (1999)